# Tandou
Tandou (kinesiska: 潭斗) är en köping i sydöstra Kina. Den ligger i Leizhou i staden Zhanjiang i provinsen Guangdong, omkring 450 kilometer sydväst om provinshuvudstaden Guangzhou. Antalet invånare är 47 213. Befolkningen består av 22 954 kvinnor och 24 259 män. Barn under 15 år utgör 28,0 %, vuxna 15-64 år 63 %, och äldre över 65 år 8,0 %.